# Kierion
Kierion (grec: Κιέριον) és una pel·lícula grega dirigida per Dimos Theos i estrenada el 1974..
La pel·lícula es va rodar el 1967, però a causa de la dictadura dels coronels, no es va poder estrenar fins al 1974.

## Argument
Encara que els noms han estat canviats, la pel·lícula està inspirada en l'assassinat de George Polk.
Un periodista estatunidenc, Morgan, investiga les accions d'un càrtel petrolier a Grècia. És assassinat. Les autoritats intenten carregar contra un periodista d'esquerres, Vagenas, amic de Morgan. Va ser detingut i torturat. Finalment és alliberat i la policia busca un altre culpable: un estudiant jueu, Zadik, que s'acaba suïcidant a la presó. Vagenas emprèn la seva pròpia investigació per descobrir la veritat, però tots els seus testimonis són assassinats.

## Repartiment
- Anestis Vlachos
- Kostas Sfikas
- Eleni Theofilou
- Stávros Tornés
- Tónia Marketáki
- Costas Ferris

## Critica
Després de la seva presentació a Venècia, Leo Pestelli de  la Stampa  va desestimar la pel·lícula com a “modesta” i va criticar la seva« qüestionable textura giallo», mentre apreciava les seves intencions. A la seva Storia del cinema mondiale, Gian Piero Brunetta parla en canvi d'«una pel·lícula política interessant».

## Premis
- Millor pel·lícula d'art, millor primera pel·lícula i distinció honorífica al Festival de cinema grec de 1974 a Tessalònica
- Premi a la 29a Mostra Internacional de Cinema de Venècia 1968[6]